# Hrabstwo Burnett
Hrabstwo Burnett (ang. Burnett County) – hrabstwo w stanie Wisconsin w Stanach Zjednoczonych.
Obszar całkowity hrabstwa obejmuje powierzchnię 880,38 mil² (2280,17 km²). Według szacunków United States Census Bureau w roku 2009 miało 15 884 mieszkańców. Jego siedzibą administracyjną jest Meenon.
Hrabstwo zostało utworzone z Polk w 1856. Nazwa pochodzi od nazwiska ustawodawcy Thomasa Burnetta.
Na obszarze hrabstwa znajdują się rzeki St Croix, Clam, Namekagon, Trade, Upper Tamarack, Wood i Yellow oraz 509 jezior.

## Miasta
- Anderson
- Blaine
- Daniels
- Dewey
- Grantsburg
- Jackson
- La Follette
- Lincoln
- Meenon
- Oakland
- Roosevelt
- Rusk
- Sand Lake
- Scott
- Siren
- Swiss
- Trade Lake
- Union
- Webb Lake
- West Marshland
- Wood River

## CDP
- Danbury

## Wioski
- Grantsburg
- Siren
- Webster